# Орда (Казахстан)
Орда́ (каз. Орда) — село у складі Абайського району Абайської області Казахстану. Входить до складу Архатського сільського округу.
Населення — 232 особи (2021; 317 у 2009, 331 у 1989).
Національний склад станом на 1989 рік:
- казахи — 100 %

Станом на 1989 рік село називалось Моминжан.